# Hydriomena approximata
Hydriomena approximata là một loài bướm đêm trong họ Geometridae.